# چالیس (آیداهو)
چالیس(به انگلیسی: Challis) شهری در شهرستان کاستر ایالت آیداهو است که جمعیت آن در سرشماری سال ۲۰۱۰ میلادی ۱٬۰۸۱ نفر بوده است.